# Олд Филд (Њујорк)
Олд Филд (енгл. Old Field) град је у америчкој савезној држави Њујорк.

## Демографија
По попису из 2010. године број становника је 918, што је 29 (-3,1%) становника мање него 2000. године.
| Група             | 2000.       | 2010.       |
| Белци             | 874 (92,3%) | 799 (87,0%) |
| Афроамериканци    | 7 (0,7%)    | 8 (0,9%)    |
| Азијати           | 34 (3,6%)   | 58 (6,3%)   |
| Хиспаноамериканци | 22 (2,3%)   | 26 (2,8%)   |
| Укупно            | 947         | 918         |